# モントルファノ
モントルファノ（伊: Montorfano）は、イタリア共和国ロンバルディア州コモ県にある、人口約2,500人の基礎自治体（コムーネ）。

## 地理

### 位置・広がり
コモ県のコムーネ。県都コモから東南東へ5kmの距離にある。

#### 隣接コムーネ
隣接するコムーネは以下の通り。
- アルベーゼ・コン・カッサーノ
- カピアーゴ・インティミアーノ
- リポーモ
- オルセニーゴ
- タヴェルネーリオ

### 地震分類
イタリアの地震リスク階級 (it) では、4 に分類される
。